# فرودگاه اماوسی
فرودگاه اماوسی (به انگلیسی: Amausi Airport) (به زبان بومی: Lucknow Airport) یک فرودگاه همگانی مسافربری با کد یاتا LKO است که یک باند فرود بتن و آسفالت دارد و طول باند آن ۲۷۴۳ متر است. این فرودگاه در شهر لکنو کشور هند قرار دارد و در ارتفاع ۱۲۳ متری از سطح دریا واقع شده‌است.

## شرکت‌های هواپیمایی و مقصدهای پروازی
| شرکت‌های هواپیمایی                        | مقصدهای پروازی           |
| ---------------------------------------- | ------------------------ |
| آئرومکزیکو کانکت                         | Mexico City, Tijuana     |
| Continental Express اجرا توسط ExpressJet | Houston-Intercontinental |
| MexicanaLink                             | Guadalajara, Mexico City |
| Volaris                                  | Acapulco, Tijuana        |